# Цельберг
Цельберг (нем. Zellberg) — коммуна в Австрии, в федеральной земле Тироль.
Входит в состав округа Швац. Население составляет 656 человек (на 31 декабря 2005 года). Занимает площадь 12,1 км². Официальный код — 70941.

## Политическая ситуация
Бургомистр коммуны — Фердинанд Фанкхаузер.